# Часовенское (Архангельская область)
Часовенское — деревня в Приморском районе Архангельской области. Входит в состав Лисестровского сельского поселения (муниципальное образование «Лисестровское»).

## Географическое положение
Деревня расположена на берегу водотока Исакогорка. На севере и востоке примыкает к границе городского округа «Город Архангельск», на западе — с административным центром Лисестровского сельского поселения, деревней Окулово. В полутора километрах к западу от деревни проходят пути Северной железной дороги.

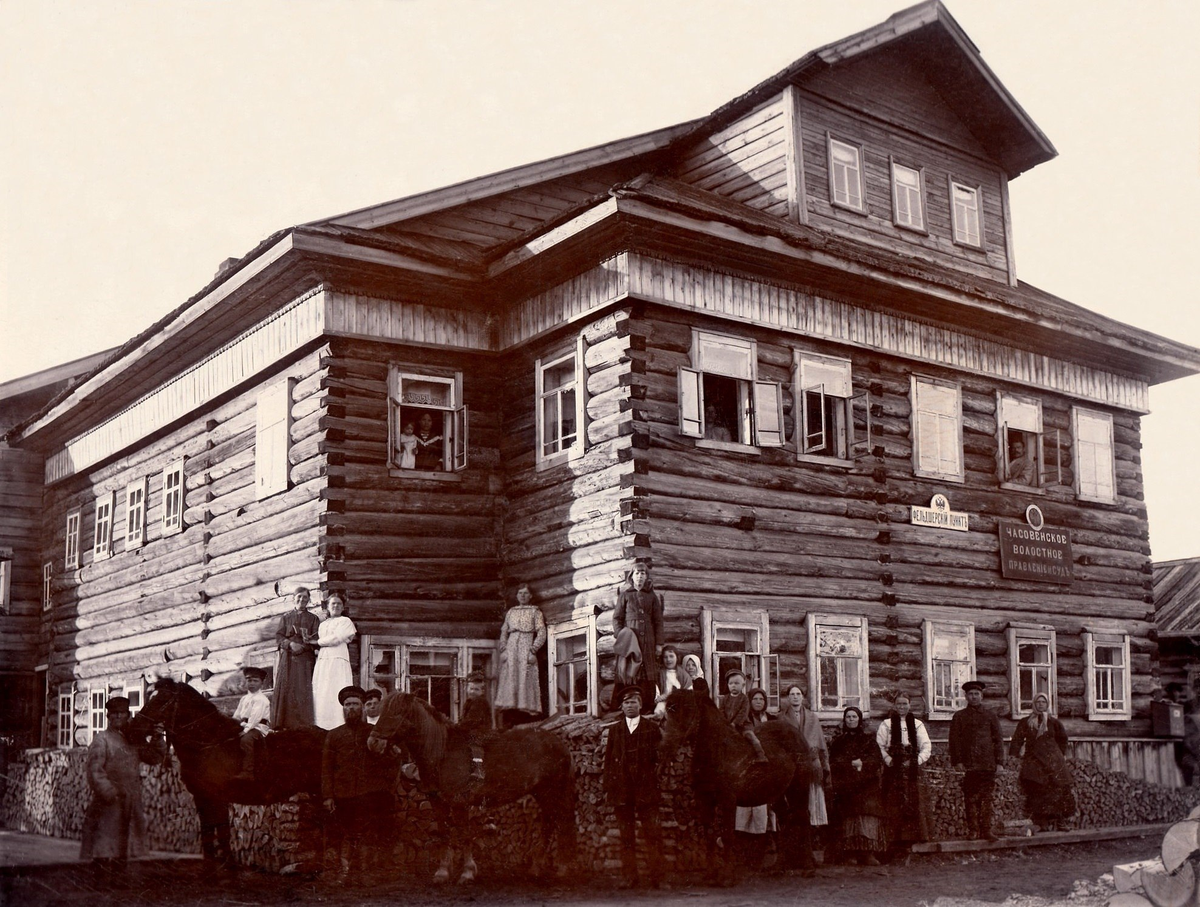
Дом семьи Рекиных в деревне Часовенской, 1919 г.

## Население
Численность населения деревни, по данным Всероссийской переписи населения 2010 года, составляла 140 человек.
| Население                            | на 1 января 2010 года |
| ------------------------------------ | --------------------- |
| В возрасте до 16 лет                 | 45                    |
| Трудовые ресурсы (из них работающих) | 83 (83)               |
| Пенсионеры                           | 34                    |
| Всего                                | 162                   |
| Прибыло / выбыло (за год)            | 7 / 2                 |
| Родилось / умерло (за год)           | 3 / 2                 |

## Инфраструктура
Жилищный фонд деревни составляет 4,4 тыс. м². На территории населённого пункта расположено предприятие ИП «Сачкова Т. С.» и Лисестровская библиотека.